# Hamme-Mille
Hamme-Mille is een plaats in de Belgische provincie Waals-Brabant en een deelgemeente van Bevekom. In de deelgemeente liggen de dorpen Hamme en Mille. Het commerciële centrum aan het kruispunt van de N91 met de N25 is eigenlijk Hamme; het geheel landelijke Mille kent véél minder doorgaand verkeer.

## Geschiedenis
Onder het Frans bewind waren Hamme en Mille zelfstandige gemeenten, maar Mille was zo klein dat spoedig tot een fusie werd besloten. De gemeenten werd in 1811 opgeheven en verenigd in de nieuwe gemeente Hamme-Mille.
In 1977 werd Hamme-Mille een deelgemeente van Bevekom.

## Demografische ontwikkeling
- Bronnen:NIS, Opm:1831 tot en met 1970=volkstellingen, 1976= inwonersaantal op 31 december

## Bezienswaardigheden
- De Église Saint-Amand in Hamme

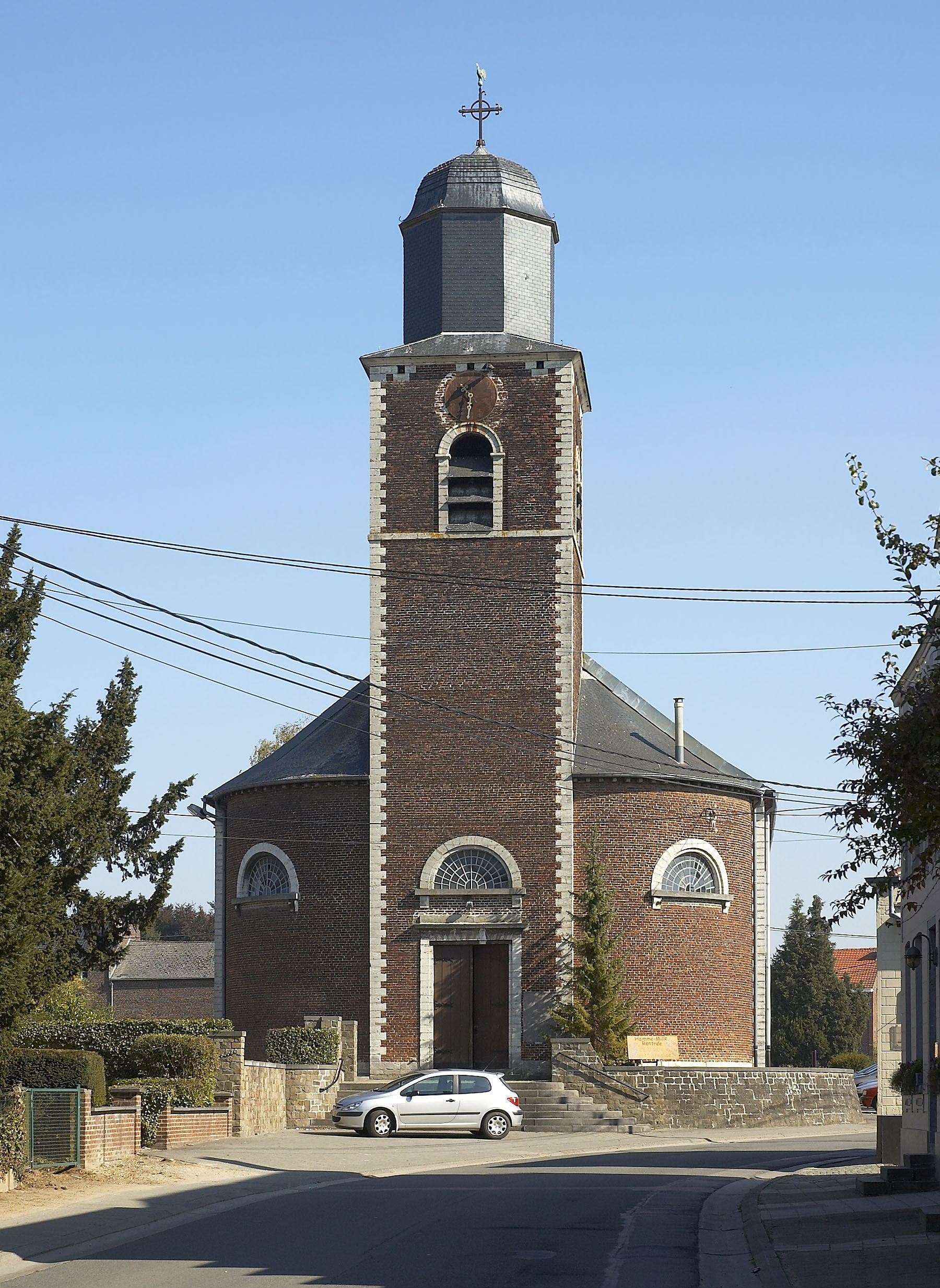
De Sint-Amanduskerk

- De Chapelle Saint-Corneille in Mille
- Ten noorden van Hamme-Mille ligt het Meerdaalbos.
- Restanten van de cisterciënzerinnen Abdij van Hertogendal (Valduc).

## Bekende inwoners
- Albert-Edouard Janssen (Antwerpen, 1 april 1883 - Hamme-Mille, 29 maart 1966) was een Belgisch politicus voor de CVP, bankier, minister, minister van Staat. Na zijn dood, bleef zijn dochter in het kasteel van Valduc wonen.[1]

Deelgemeenten: Bevekom · Deurne · Hamme-Mille · Nodebeek · Sluizen 

Overige dorpen en gehuchten: Hamme · La Bruyère · Les Burettes · Mille · Sclimpré

Belgische gemeenten · Arrondissement Nijvel · Waals-Brabant · Wallonië